# Omphalotus illudens
Omphalotus illudens är en svampart som först beskrevs av Ludwig David von Schweinitz, och fick sitt nu gällande namn av Bresinsky & Besl 1979. Enligt Catalogue of Life ingår Omphalotus illudens i släktet Omphalotus,  och familjen Marasmiaceae, men enligt Dyntaxa är tillhörigheten istället släktet Omphalotus,  och familjen Omphalotaceae. Artens status i Sverige är: Ej påträffad. Inga underarter finns listade i Catalogue of Life.

## Källor

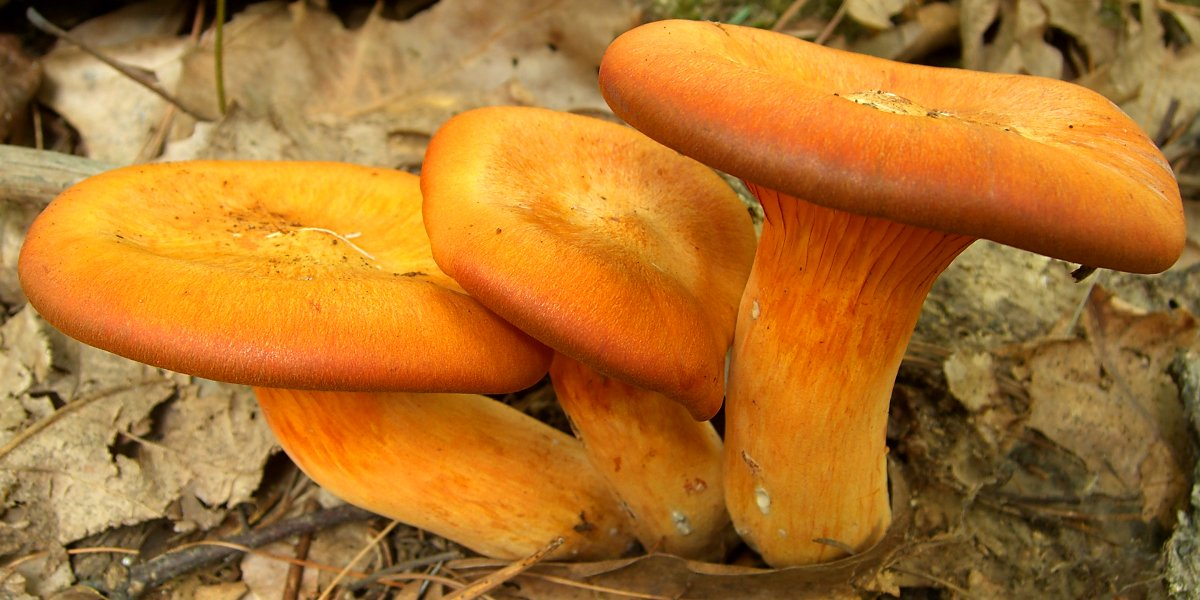
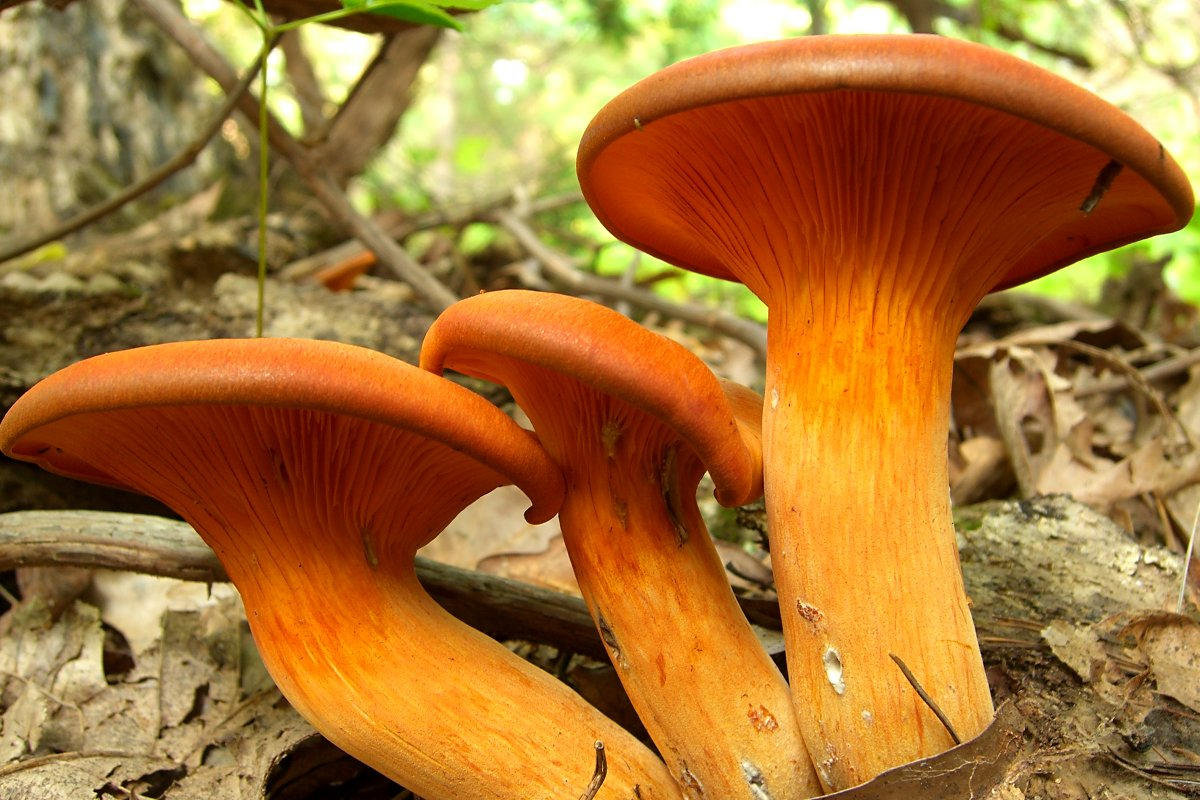
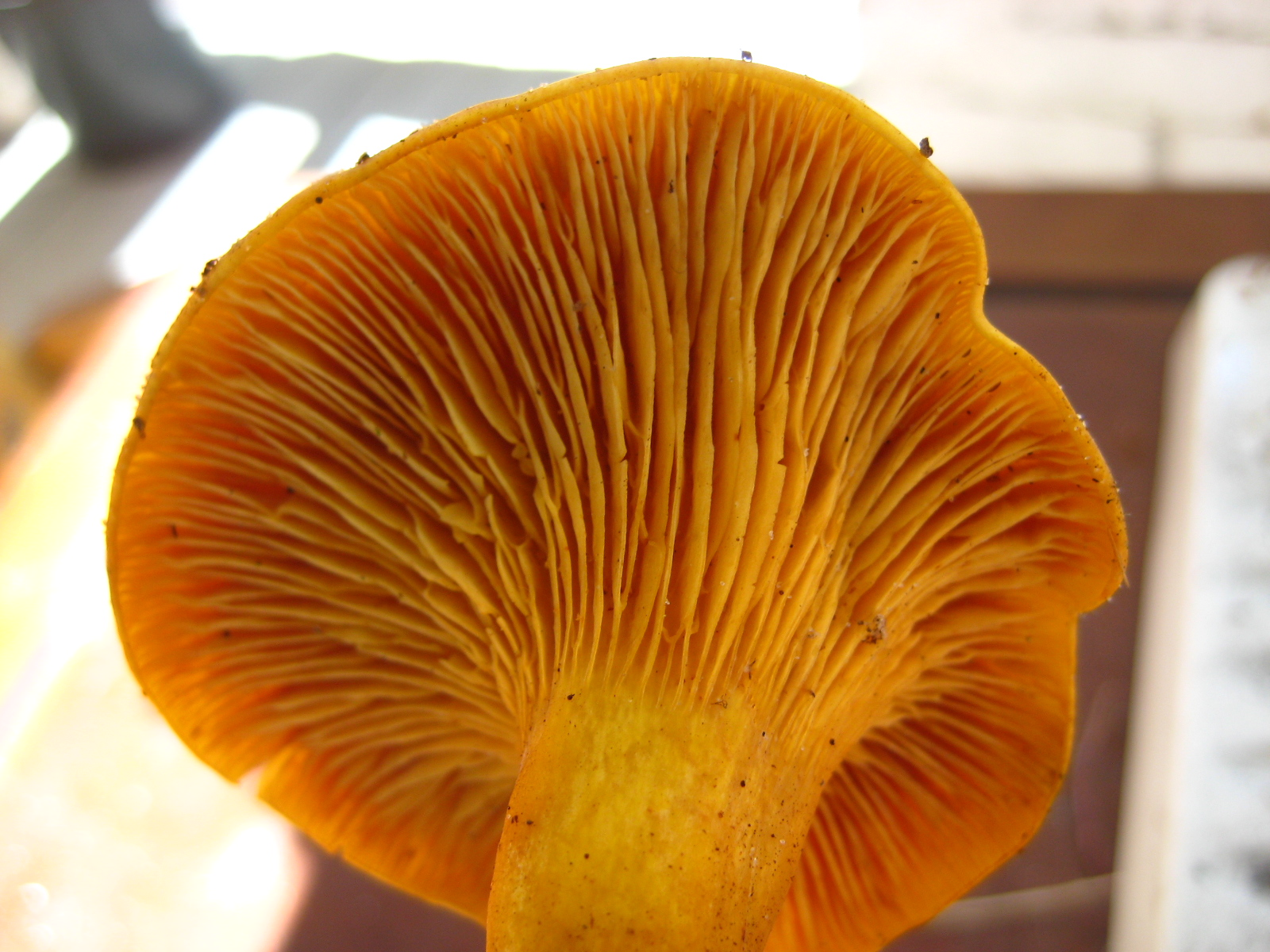
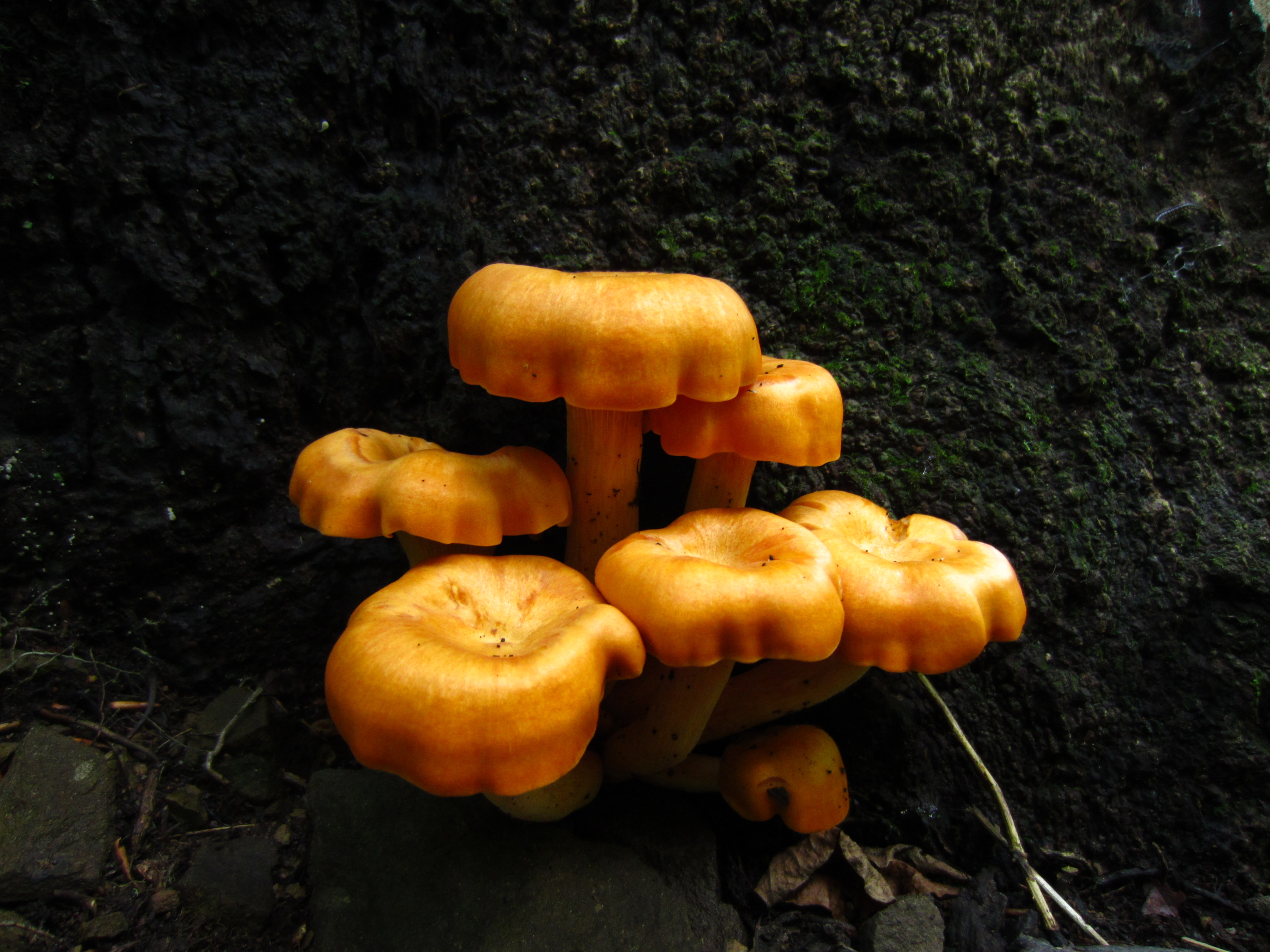
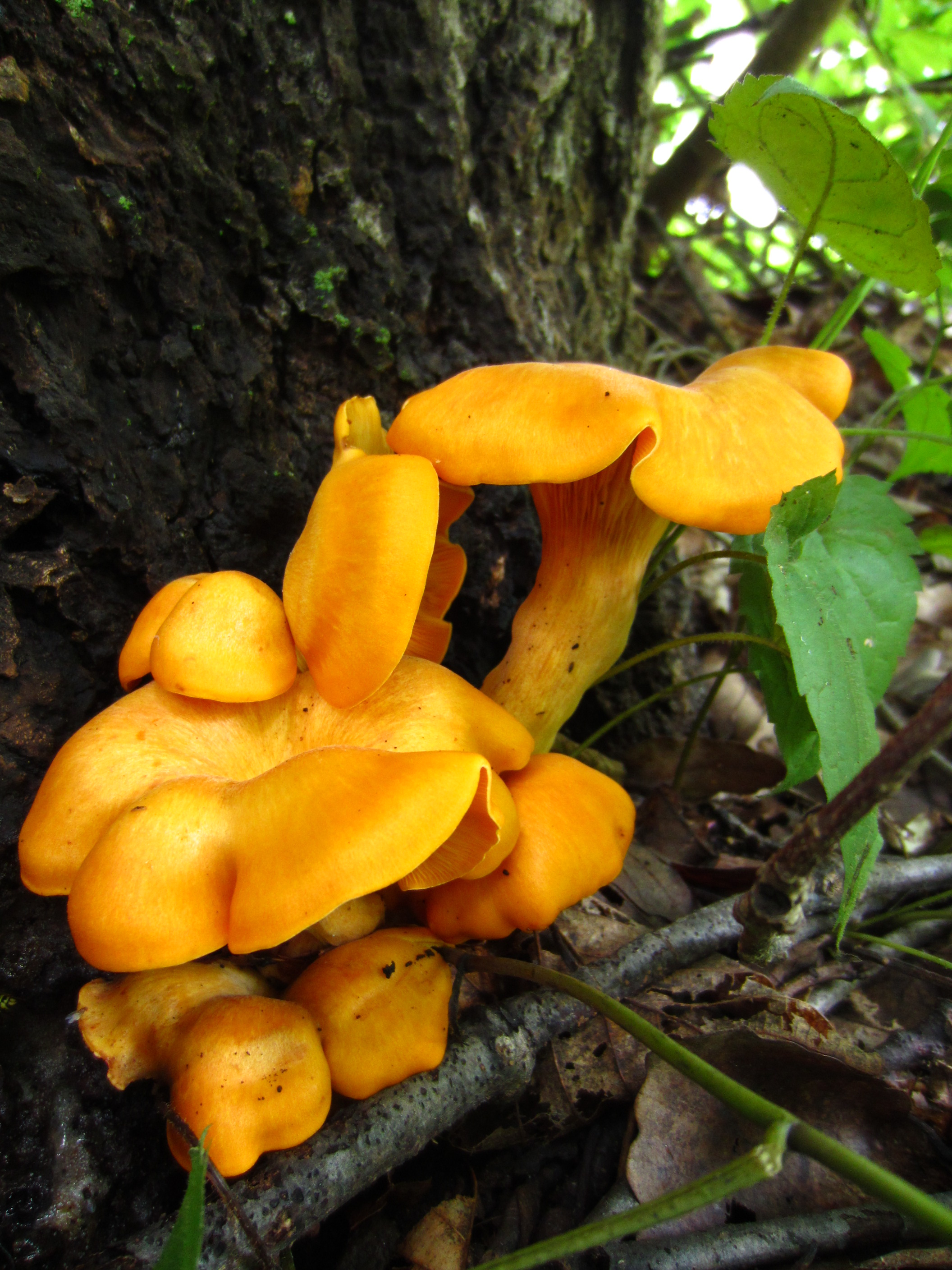
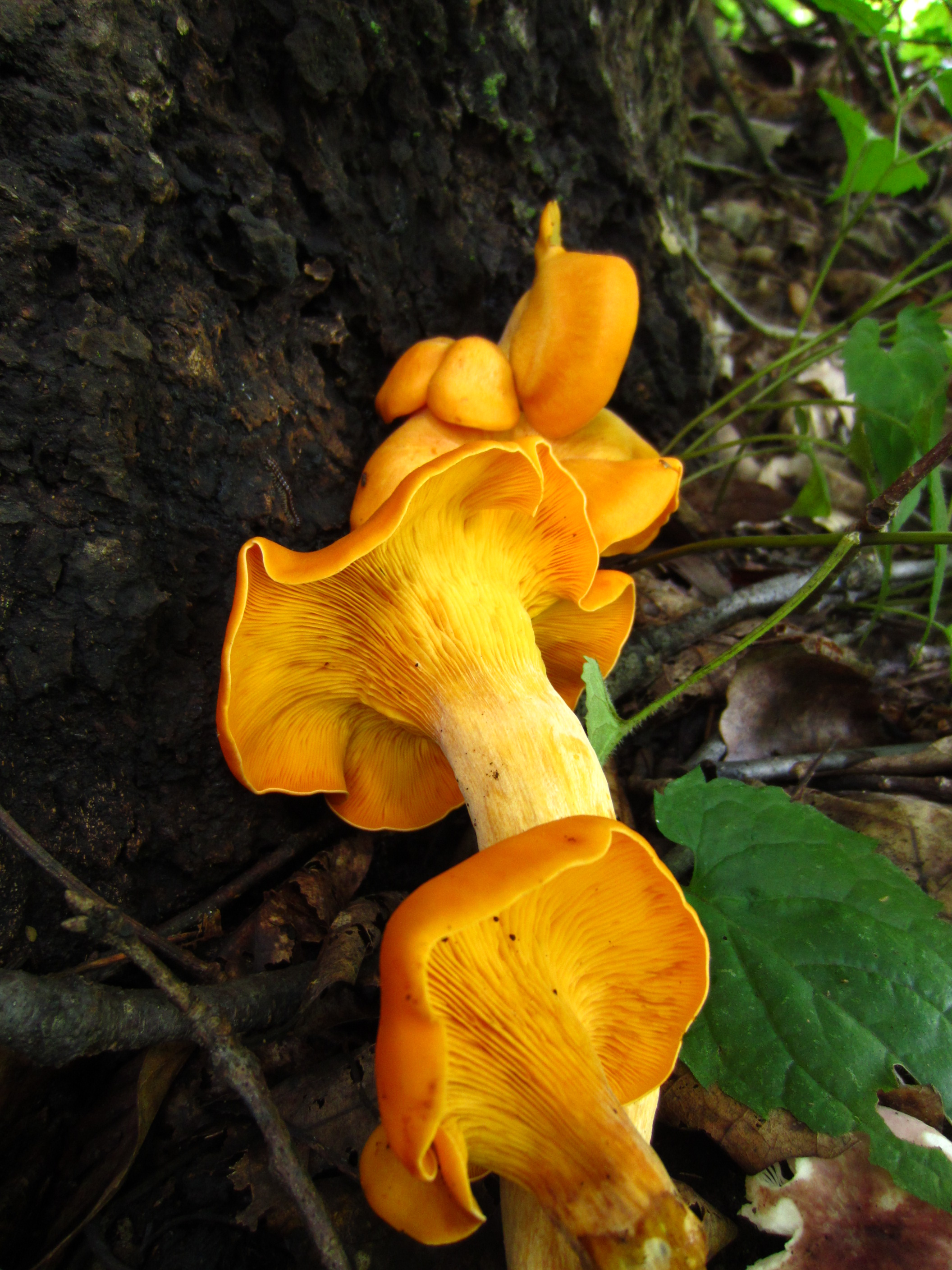
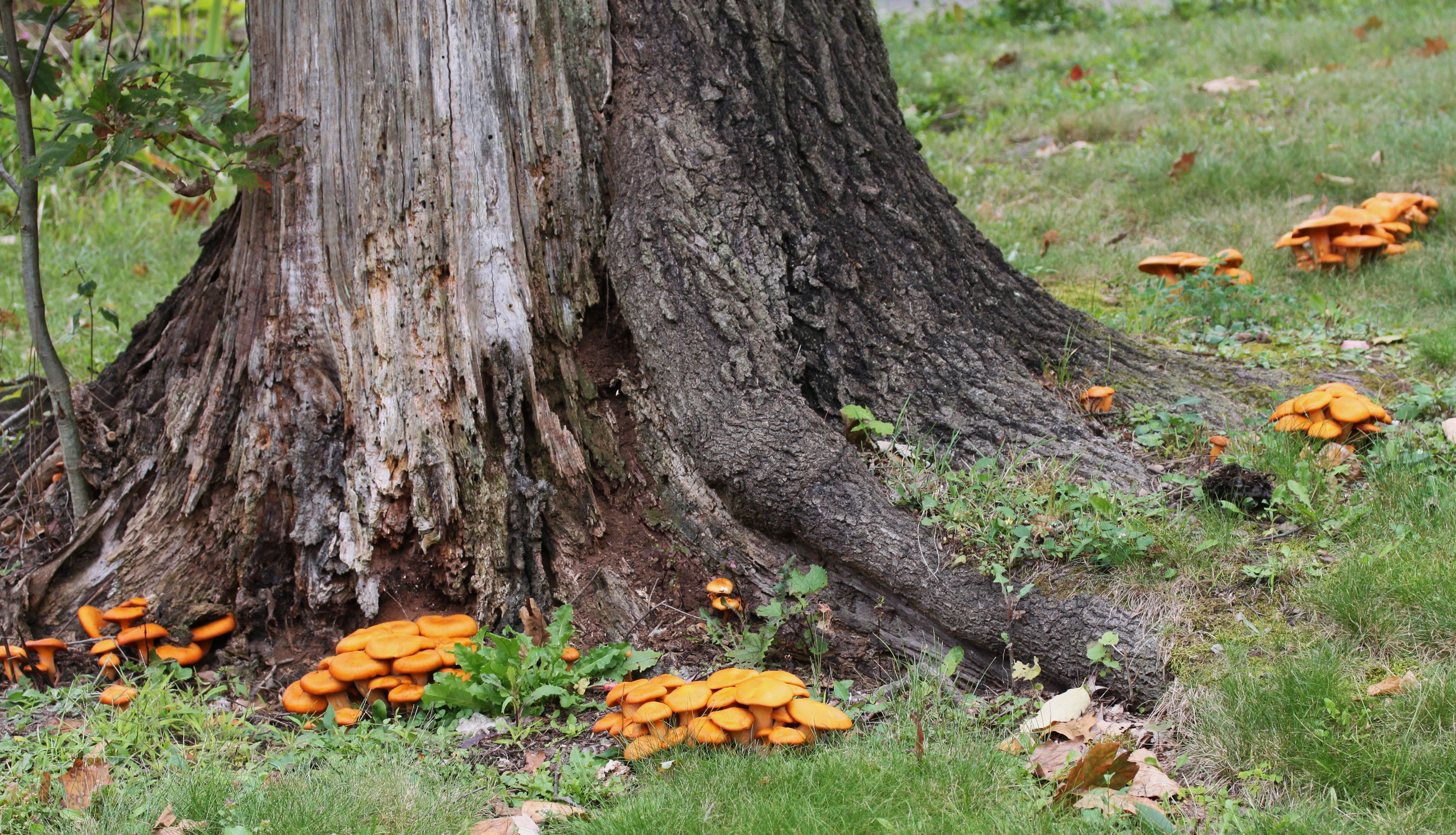
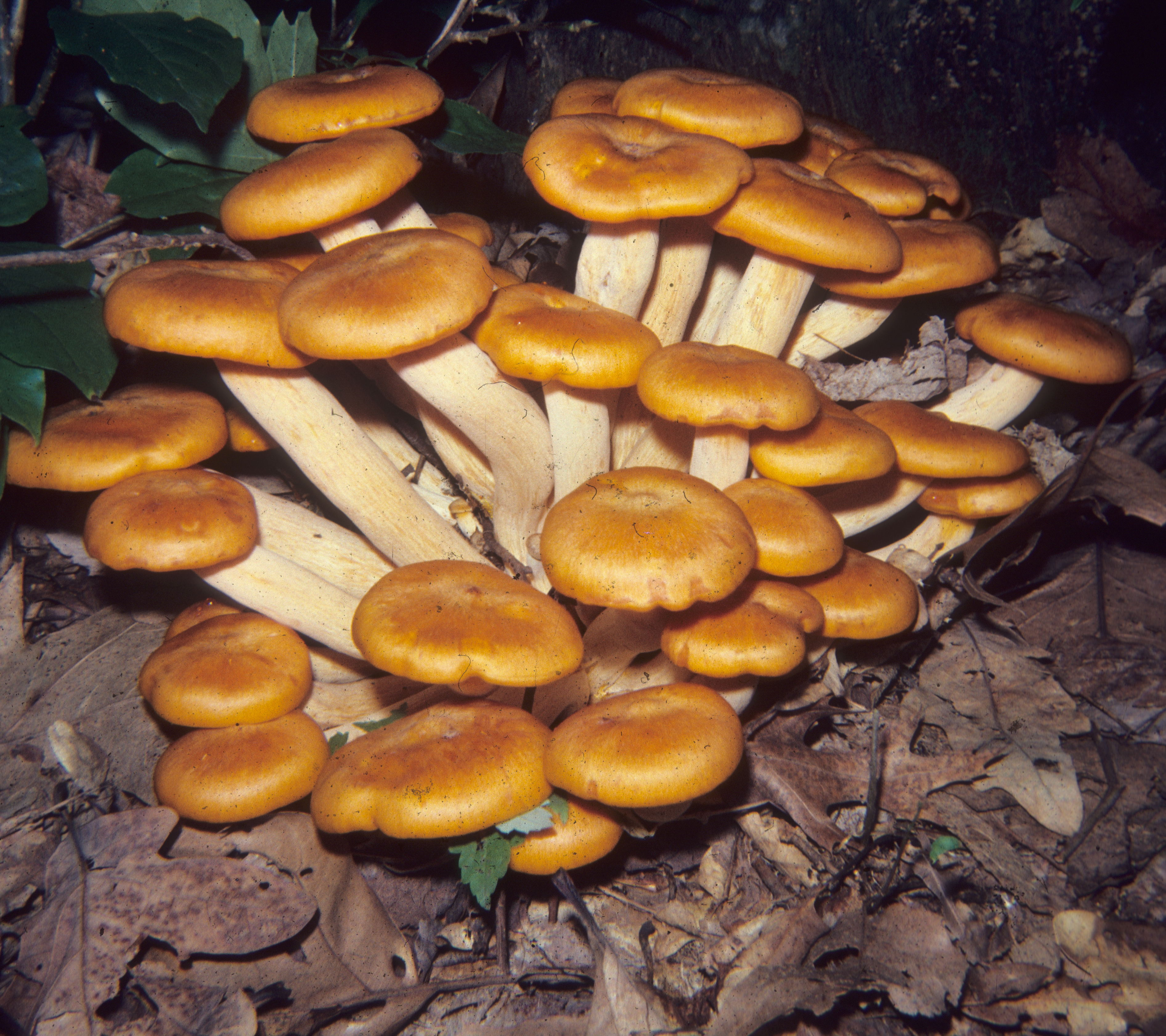
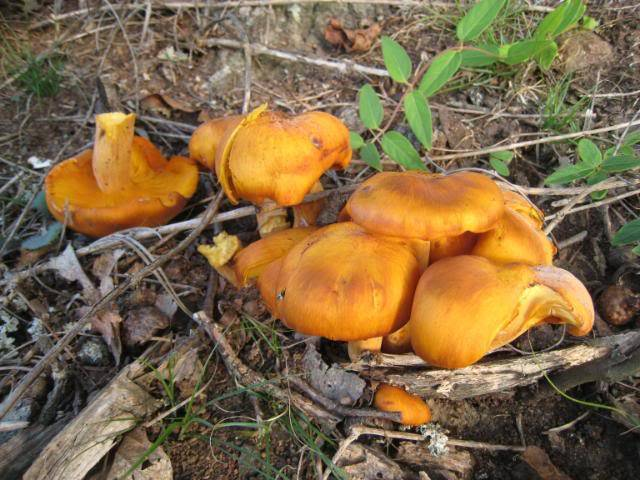